# 巨獺
巨獺（學名），又被稱為巴西大水獺，是一種水棲食肉哺乳類，鼬科巨獺属的唯一一种，原產于南美，目前屬於瀕危物種。
雄性可長達1.5至1.8公尺，雌性可達1.5至1.7公尺，早期的毛皮標本報告甚至有2.4公尺雄性的記錄，是世界上身體最長的水獺。密集的捕殺已經降低這種巨型個體的發生率。雄性體重約26至32公斤，雌性約22至26公斤，只有海獺可能比其重。
巴西大水獺是一種群居的動物，一般由一對夫婦養育5只左右的幼子，其中已成年的幼子中的一隻（通常為雌性）擔負保姆的作用。而成年的雄性大水獺這會在一到兩年後離開種群，自己尋找棲息地。大水獺一般進行集體捕食，在一群大水獺的面前，世界上最大的蛇水蚺也不是其對手。大水獺唯一的天敵是體長到6米的成年凱門鱷，但是由於兩者生活習性的差別，白天活動的大水獺其實很少受到夜間活動的鱷魚的攻擊，同時大水獺靈活的動作也是動作遲緩的鱷魚必須克服的難點；同時幼年的鱷魚甚至會成為大水獺的美食。大水獺是一種生性好奇而且非常聰明的動物。形態上，巨獺下顎、咽部喉部具有不規則白斑。